# Hofheim am Taunus
Hofheim am Taunus je středně velké město v německé spolkové zemi Hesensko ve vládním obvodu Darmstadt v okrese Mohan-Taunus. Město se rozkládá v údolí pod vrchy Taunusu, přibližně 17 km západně od Frankfurtu nad Mohanem.
Žije zde přes 39 tisíc obyvatel.

## Administrativní členění
Město sestává ze sedmi místních částí. Jsou to vlastní Hofheim	(14.632 obyvatel), Diedenbergen	(4 184), Langenhain (3 488), Lorsbach (2 911), Marxheim (9 395), Wallau (4 498) a Wildsachsen. Nejvyšším místem v katastru města je vrch Judenkopf (Židovská hlava) s vrcholem v nadmořské výšce 410 m.

## Historie

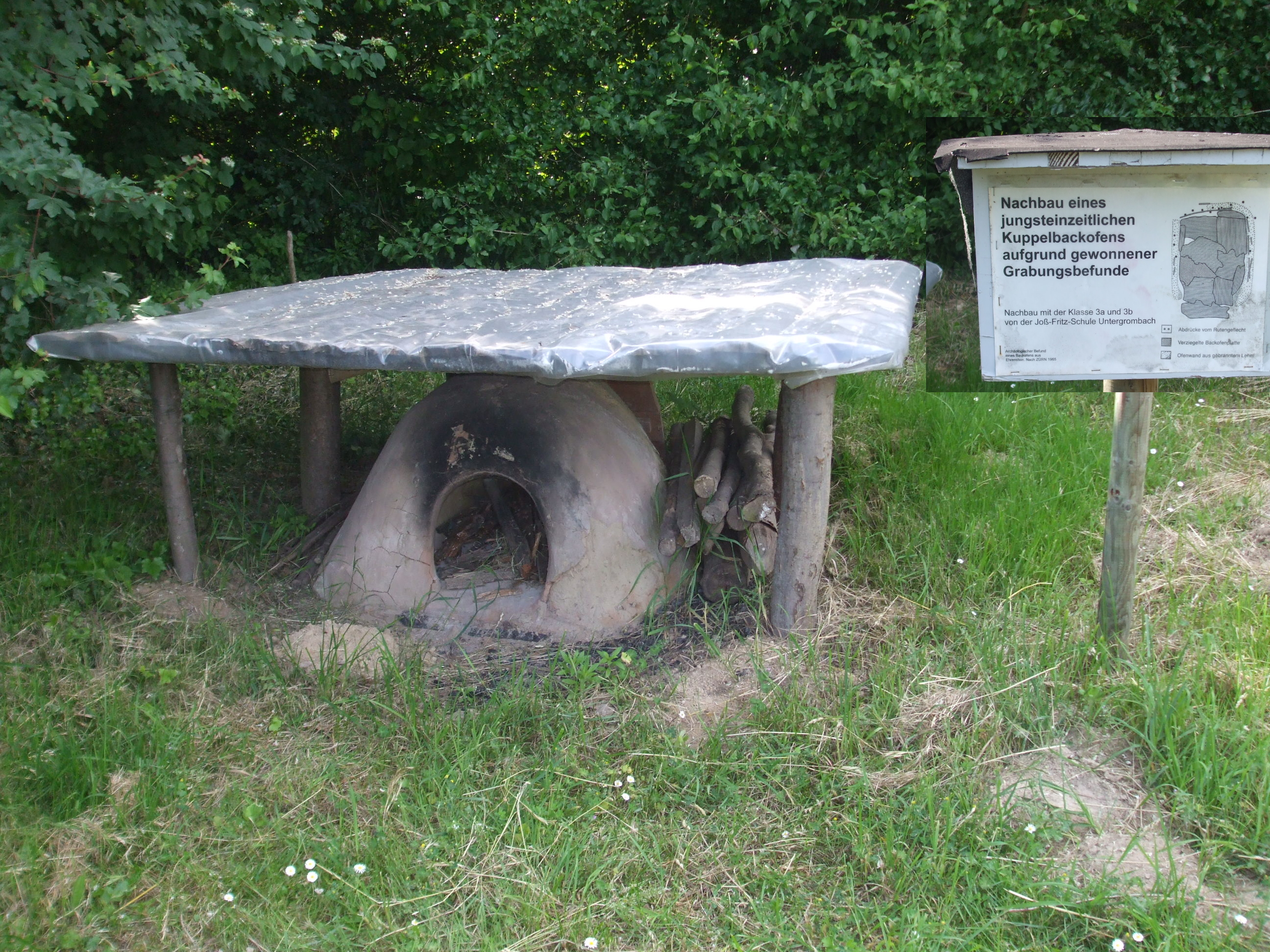
Michaelsberg, pravěká kupolová pec (rekonstrukce)

První stopy osídlení pocházejí z doby kamenné a byly zdokumentovány při ústí řeky Schwarzbach. Souvislejší osídlení náleželo k michelsberské kultuře do doby mezi léty 4400 až 3300 př. n.l. a sahalo v pásu od Pařížské pánve až po jižní Německo. Na Michaelesbergu (asi 4 km od centra města) byla zdokumentována kupolová pec, jejíž kopie zde slouží dosud. 

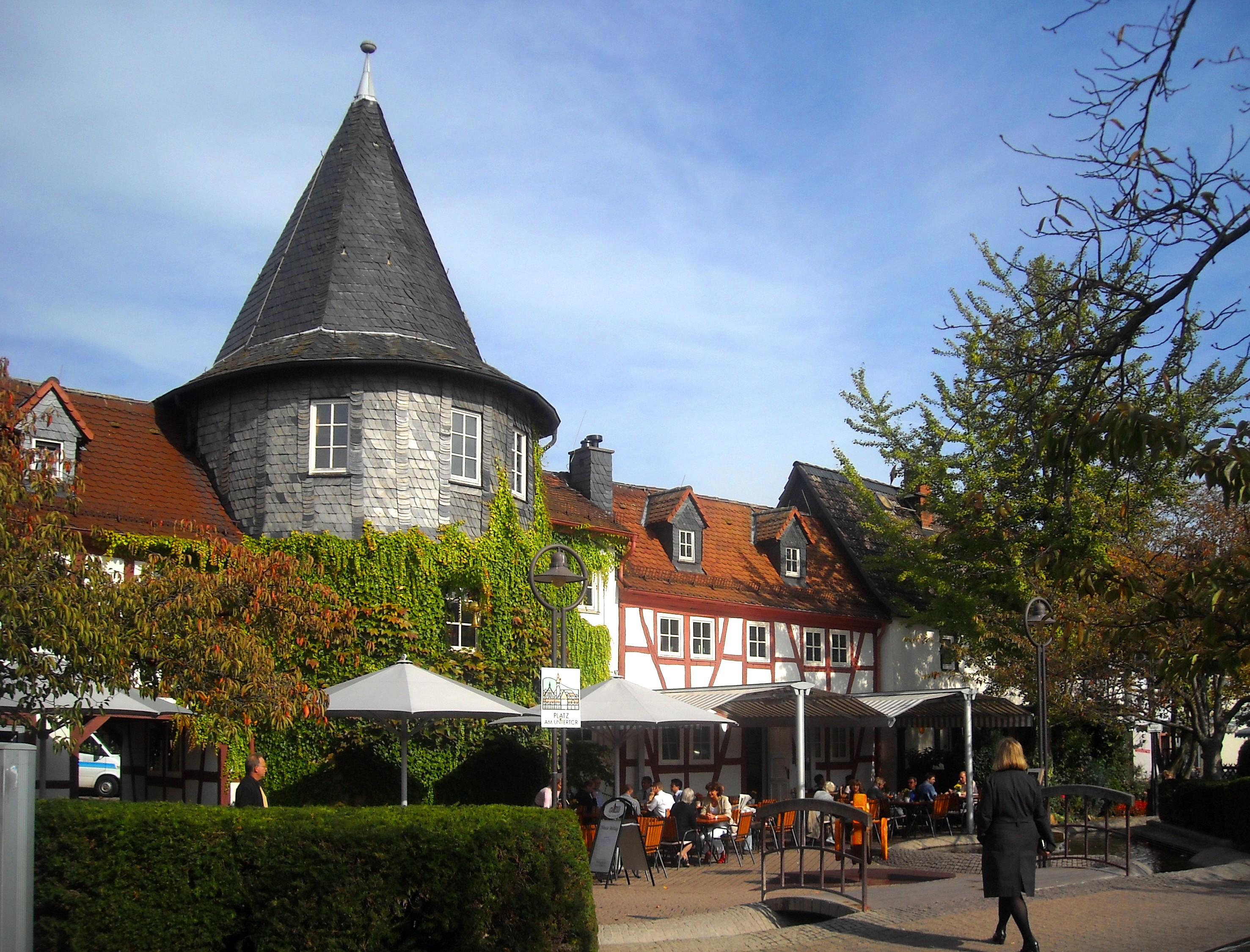
Dolní brána se zbytkem hradební zdi

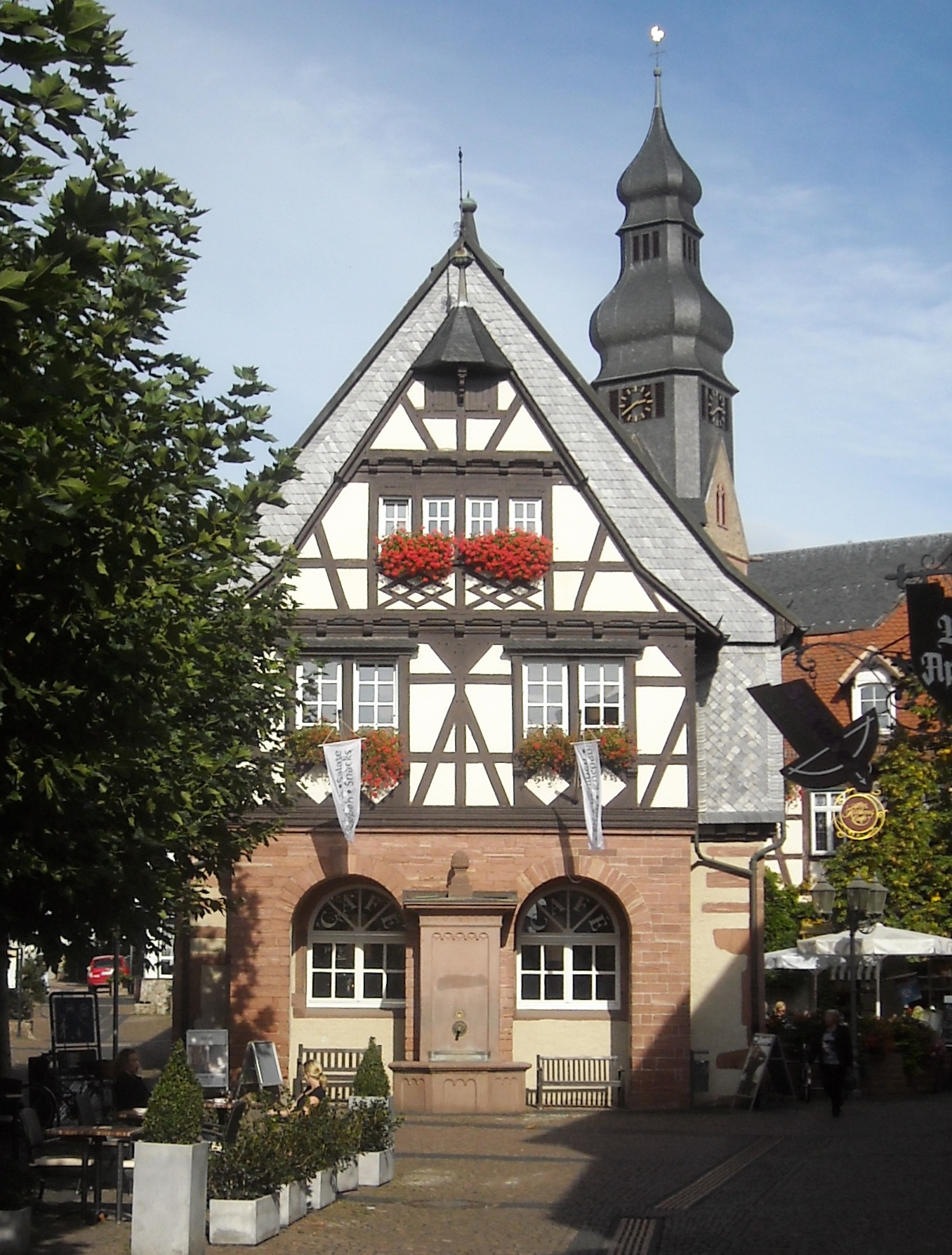
Stará radnice

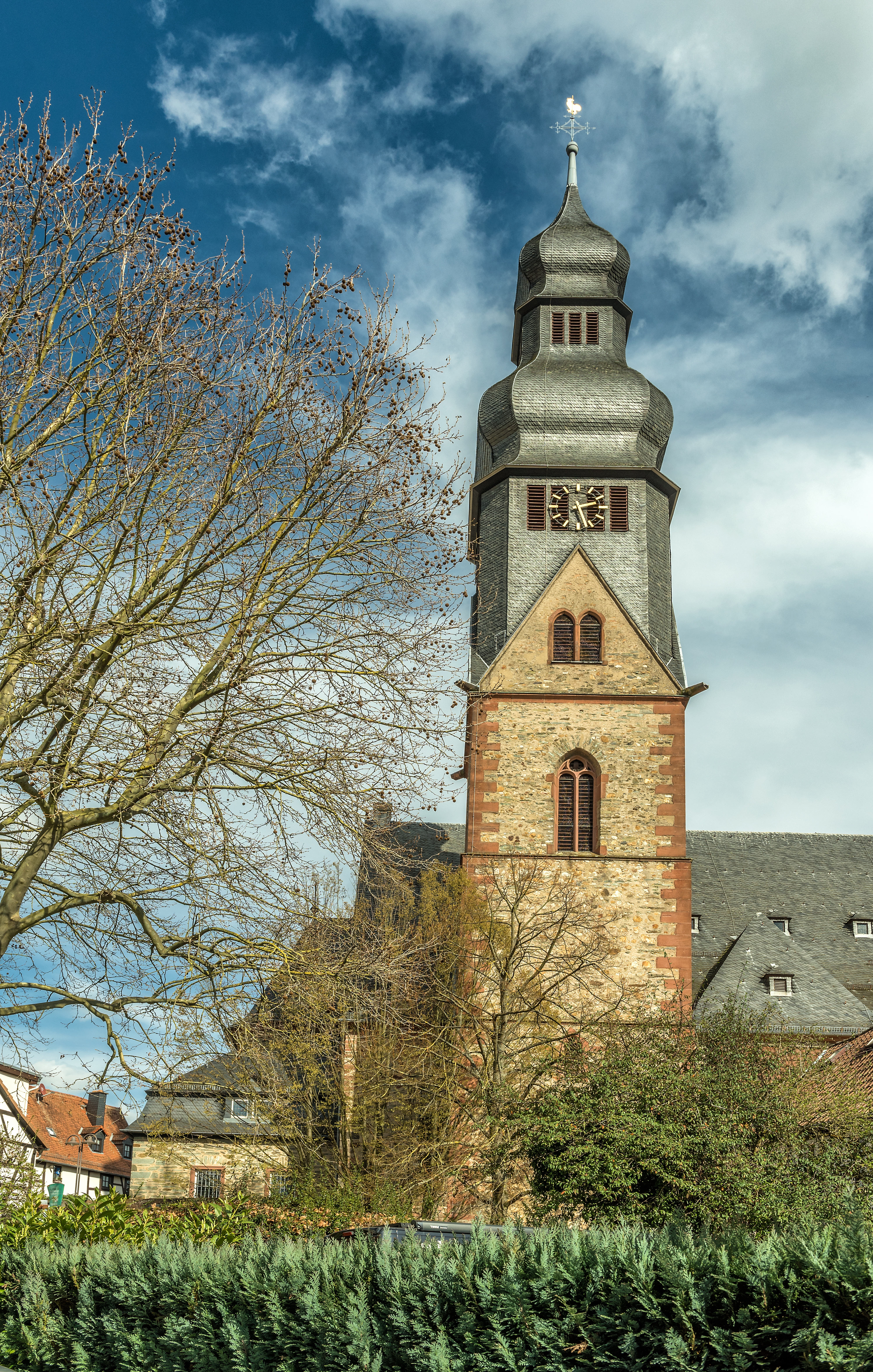
Kostel sv. Petra a Pavla

Kolem roku 30/40 našeho letopočtu oblast osídlili Římané, kteří hlídali obchodní stezku mezi Mohučí a Nidou a sídlili v dnešním Frankfurtu-Heddernheimu. K ochraně jejich hranice (Limes Triangula) byla postavena pevnost Hofheim: zpočátku pozemní valy a od roku 75 n. l. za císaře Vespasiána také kamenné hradby.
Obec byla poprvé písemně zmíněna v listině z roku 1254 pod názvem Hoveheim, ale přípona -heim ukazuje na mnohem dřívější, francké sídlo. Hofheim patřil hraběti Filipovi VI. z Falkenštejna, když císař Karel IV. 21. března 1352 udělil Hofheimu (pod názvem Hobeheim) městská práva. Páni z Hofheimu měli právo stavět hradby, brány a mosty, také šibenici s výkonem hrdelního práva, držet dvůr, provozovat řemesla a pořádat trhy. V císařské válce proti Filipovi staršímu z Falkenštejna město v roce 1366 dobyl mohučský kurfiřt, kterému bylo podřízeno až do roku 1418. Poté následovala vláda hrabat z Eppstein-Königsteinu až do vymření rodu v roce 1535. Vlastníci se v průběhu 16. století změnili pouze dvakrát. V letech 1535 až 1574 patřilo panství hraběti Ludwigu von Stolberg, který v roce 1540 zavedl v Hofheimu náboženskou reformaci, a v letech 1574 až 1581 Kryštofu von Stolberg. Ve třicetileté válce město vyplundrovala vojska francouzská i švédská. v roce 1666 vedl zdejší farář úspěšné procesí za odvrácení moru na vrch Kapellenberg a tamní kapli potom měšťané přestavěli na kostel. V letech 1789 až 1792 vícekrát procházeli a tábořili ve městě francouzští vojáci, když táhli na Frankfurt.
První i druhá světová válka postihly především zdejší obyvatelstvo, urbanistický celek staveb starého města se ve srovnání s okolními města dochoval lépe. 
V meziválečné době a opět po válce v 50.–70.letech se zde sešlo a usídlilo několik avantgardních výtvarných umělců, absolventů uměleckých škol ve Frankfurtu nad Mohanem či Stuttgartu.
Během křišťálové noci z 9. na 10. listopad 1938 Příslušníci NSDAP zničili synagogu (která již nebyla obnovena) a židovské obyvatele postupně transportovali do koncentračních táborů. Od května 1945 do konce roku 1946 byla v Hofheimu posádka americké armády. 
1. ledna roku 1980 byl Hofheim povýšen na okresní město zemského okresu Mohan-Taunus.

## Památky
- Zbytky městského opevnění s válcovou věží
- Stará radnice
- Katolický farní kostel sv. Petra a Pavla, gotického založení, vícekrát přestavěný
- Modrý dům manželů Bekkerových

## Osobnosti města
- Elisabeth Winterhalter (1856–1952), první německá lékařka specializovaná na chirurgii
- Ottilie Roederstein (1859–1937), malířka
- Sophie Reinheimer (1874–1935), spisovatelka literatury pro děti a mládež
- Paul Bekker (1882–1937), dirigent, hudební kritik
- Ludwig Meidner (1884–1966), expressionistický malíř a básník
- Hanna Bekker vom Rath (1893–1983), německá malířka, sběratelka a galeristka
- Siegfried Shalom Sebba (1897–1975), malíř a sochař, žil zde v letech 1968–1975
- Ernst Wilhelm Nay (1902–1968), německý malíř a grafik, žil zde v letech 1945–1952
- Marta Hoepffnerová (1912–2000), německá fotografka
- Reinhard Dachlauer (1922–1995), sochař zvířecích plastik, strávil zde dětství

## Partnerská města
- Chinon, Francie
- Tiverton, Anglie, Spojené království
- Pruszcz Gdański, Polsko
- Buccino, Itálie